# Markus Kiesel

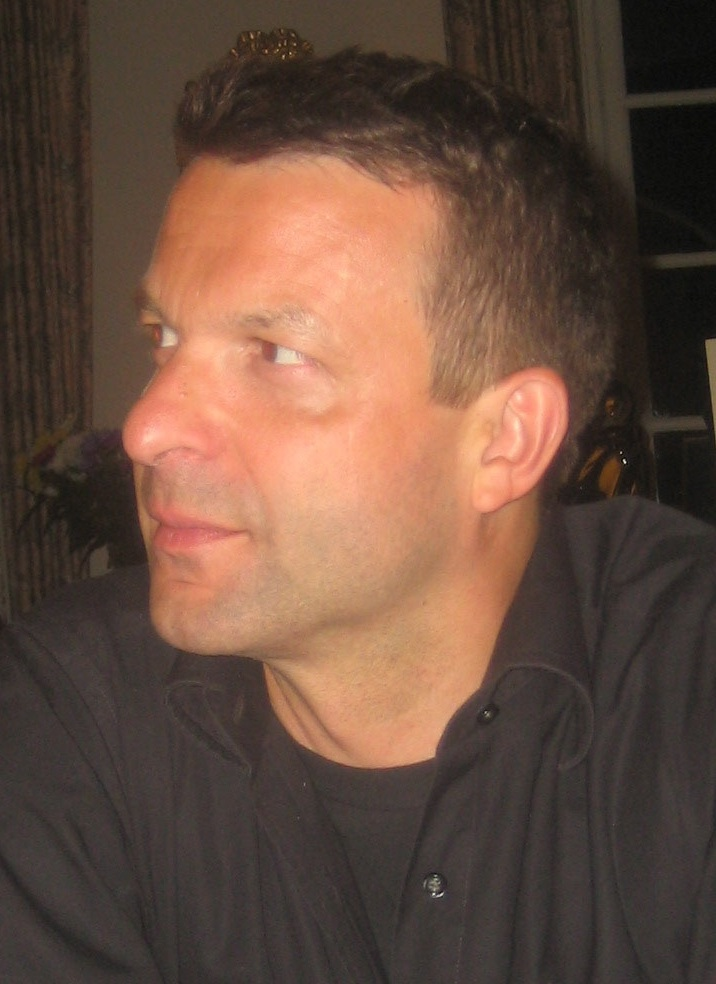
Markus Kiesel (2008)

Markus Kiesel (* 17. Juli 1962 in Mannheim) ist deutscher Musikwissenschaftler und Kulturmanager.

## Leben
Kiesel studierte Musikwissenschaft (u. a. bei Ludwig Finscher), Kunstgeschichte (u. a. bei Peter Anselm Riedl) und Germanistik (u. a. bei Dieter Borchmeyer) in Heidelberg und Theaterwissenschaft und Architekturgeschichte in den USA. 1992 promovierte er auf Anregung Friedelind Wagners zum Dr. phil. über das Instrumentalwerk Siegfried Wagners.
Von 1982 bis 1991 war Kiesel Regieassistent und Dramaturg am Theater Freiburg und dem Staatstheater Kassel, danach Chefdisponent und Betriebsdirektor an der Oper Frankfurt, dem Staatstheater Cottbus und dem Theater Dortmund. Am Staatstheater Wiesbaden war er 2003 bis 2005 (und 2012) Betriebsdirektor, Mitglied der Opernleitung (Internationale Maifestspiele) und Geschäftsführer der Hessischen Theaterkommission. Von 2005 bis 2009 war er Kaufmännischer Direktor und Geschäftsführer der Ludwigsburger Schlossfestspiele gGmbH. 2013 bis 2016 war Kiesel Künstlerischer Leiter der Essener Philharmoniker am Aalto-Musiktheater in Essen. 2016 bis Juli 2022 leitete er die Programmplanung beim Beethovenfest Bonn (Intendantin Nike Wagner). 2022/2023 koordinierte Kiesel als Geschäftsführer der Stiftung „Fussball & Kultur EURO2024“ kurzzeitig das Kulturprogramm zur Fußball-Europameisterschaft 2024.
Kiesel lehrte und hielt Vorträge an Universitäten und Hochschulen an der Ruhr-Universität Bochum, der Universität des Saarlandes, der Universität Wien, der Université de Picardie Jules Verne in Amiens und der Humboldt-Universität zu Berlin. Seit 2008 hat er regelmäßige Lehraufträge an der Universität Bayreuth, seit 2011 und 2012 auch an der Ludwig-Maximilians-Universität München, der Ruprecht-Karls-Universität Heidelberg, der Universität Zürich, der Johann Wolfgang Goethe-Universität Frankfurt am Main, der Universität Bonn, und dem Postgarduate-Center Kunst und Recht der Universität Wien. Seit 2009 ist Markus Kiesel Leiter des Forums „Bühnen- und Musikrecht“ am Institut für Kunstrecht (IFKUR), Heidelberg; seit 2019 im Vorstand der Forschungsgesellschaft Kunst & Recht, Wien. Von 2012 bis 2018 war Kiesel Mitglied des Fachbeirats des Richard Wagner Museums im Haus Wahnfried in Bayreuth; seit 2021 im Arbeitskreis zur Überarbeitung der Richard-Wagner-Stiftung-Bayreuth.

## Publikationen
- Studien zur Instrumentalmusik Siegfried Wagners. Lang, Frankfurt am Main [u. a.] 1994, ISBN 3-631-45323-X, zugleich Dissertation, Heidelberg 1991
- Le séjour de Richard Wagner à Paris en 1839–1843 – „La juive“ de Halévy et la constitution du drame musical. In: Richard Wagner: Points de départ et aboutissements. Anfangs- und Endpunkte. Amiens 2002.
- Plagiat, Zitat und Selbstzitat in der Musik. In: Gerte Reichelt (Hrsg.): Original und Fälschung im Spannungsfeld von Persönlichkeitsschutz, Urheber-, Marken, und Wettbewerbsrecht. (= Schriftenreihe des Ludwigs Boltzmann Institutes für Europarecht, Band 15), Wien 2007, S. 41–49.
- Das Richard Wagner Festspielhaus Bayreuth. nettpress, Köln 2007.
- Auftritt: 75 Jahre Ludwigsburger Festspiele. Ungeheuer & Ulmer, Ludwigsburg 2007.
- Das Recht des Theaters – das Recht der Kunst auf Reisen (Hrsg.). (=Tagungsband des VI. Heidelberger Kunstrechtstags). Baden-Baden 2011
- Das Festspielhaus in Bayreuth, in: Wagner Handbuch (Hrsg. von Laurenz Lütteken), Kassel u. a., 2012, S. 207ff.
- Kulturstiftungen: Gründung-Führung-Kontrolle. Hrsg. von Michael Nietsch, Matthias Weller, Markus Kiesel. Baden-Baden (Nomos), 2014
- Was geht mich alle Baukunst der Welt an! Wagners Münchener Festspielhausprojekte, in: Richard Wagner in München (Hrsg. von Sebastian Bolz und Hartmut Schick), München, 2015
- Wahnfried – das Haus von Richard Wagner (Hrsg. zusammen mit Joachim Mildner), Regensburg 2015
- Wandrer heißt mich die Welt – auf Richard Wagners Spuren durch Europa (zusammen mit Joachim Mildner und Dietmar Schuth), Regensburg 2019
- Prachtgemäuer – Wagner-Orte in Zürich, Luzern, Tribschen und Venedig (Hrsg. zusammen mit Christian Bührle und Joachim Mildner), Regensburg 2020
- „Muster als Korrektheit“ – Richard Wagners Bayreuther Werk zwischen Anspruch und Wirklichkeit. In: Die Oper ist tot – es lebe die Oper !, Ausstellungskatalog der Kunst- und Ausstellungshalle der Bundesrepublik Deutschland Bonn (Hrsg.), Berlin (Hatje Cantz) 2022, ISBN 978-3-7757-5378-4